# Notazione Laban

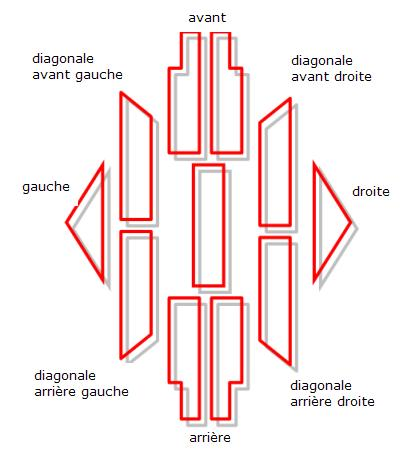
Le direzioni

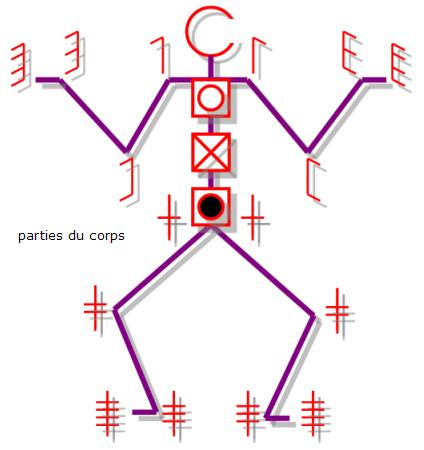
Le parti del corpo

La notazione Laban è un sistema di notazione dei movimenti del corpo inventata nel 1928 da Rudolf Laban (1879-1958). Questo sistema è detto Labanotation negli Stati Uniti, Kinetography nel Regno Unito e cinétographie in Francia.

## Storia
Rudolf Laban ha costruito il suo sistema intorno ai quattro elementi essenziali costitutivi di un movimento: spazio, tempo, peso e flusso.
I segni di scrittura sono posti lungo un pentagramma verticale che si legge dal basso in alto. La linea verticale centrale definisce l'appoggio al suolo. Così, per la maggior parte del tempo, l'appoggio dei piedi a sinistra e a destra della linea centrale determinando i piedi in movimento.
Uno stesso segno indica:
- la direzione del movimento (avanti - indietro - sinistra - destra - diagonali - sul posto)
- l'altezza (alto - basso - intermedio. Esempio per gli appoggi: alto = sulle punte; basso = piegato; intermedio = «normale»)
- la durata (indicata dalla lunghezza del segno)
- la parte del corpo interessata dal movimento.

La posizione dei segni sul pentagramma dà la simultaneità dei movimenti (lettura orizzontale) e la loro successione (lettura verticale).
Le distanze, le relazioni con i partner o con oggetti, il centro di gravità, la dinamica, le giravolte, i salti, le traiettorie e il piazzamento al suolo sono indicati da segni specifici.

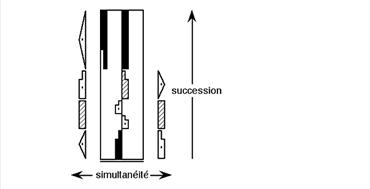
Simultaneità e successione.